# Avenida 25 de Julio
La Avenida 25 de Julio es una vía urbana que recorre en sentido norte-sur la ciudad de Guayaquil, Ecuador. Es considerada la vía más importante del sur de la ciudad y constituye la ruta principal de acceso al Puerto Marítimo de Guayaquil. Cuenta con una extensión de 7.25 kilómetros de longitud y 12 carriles de ancho, con una circulación vehicular diaria de alrededor de 137 000 automotores en 2022.
La avenida inicia en el centro de la ciudad como una prolongación de la Avenida Quito, a la altura de la calle Maracaibo, y atraviesa el sur de la urbe hasta desembocar en el puerto marítimo.

## Historia
La vía fue creada como parte de los trabajos de construcción del Puerto Marítimo de la ciudad que iniciaron a finales de la década de 1950 por iniciativa del presidente Camilo Ponce Enríquez. El nombre de la avenida, por su lado, fue elegido por el concejo cantonal para conmemorar la fecha en que tradicionalmente se celebra la fundación de la ciudad.
La construcción de la vía dio paso a la ocupación del populoso sector de El Guasmo, considerado en la actualidad como la mayor área urbano-marginal de Ecuador.

## Actualidad
Entre los barrios localizados a la largo de la avenida se encuentran: Ciudadela Valdivia, La Floresta, Los Esteros, La Pradera, Nueve de Octubre, Los Almendros, Las Acacias, La Saiba, entre otros. En la vía también se ubican los centros comerciales Riocentro Sur y Mall del Sur. Una de las troncales del sistema de autobús de tránsito rápido Metrovía recorre parte de la avenida.
En 2020 fue identificada por la Agencia de Tránsito y Movilidad como la tercera vía con mayor número de accidentes de tránsito de la ciudad, con 81 accidentes entre 2018 y 2020.